# TT237
La tombe thébaine TT 237 est située à Dra Abou el-Naga, dans la nécropole thébaine, sur la rive ouest du Nil, face à Louxor en Égypte.
C'est la tombe d'un dénommé Ouennefer, chef prêtre-lecteur à la période ramesside.